# 江崎屋吉兵衛
江崎屋 吉兵衛（えざきや きちべえ、生没年不詳）は江戸時代の江戸の地本問屋。

## 来歴
天寿堂、江吉と号す。安永から安政にかけて馬喰町4丁目長三郎店、また田所町で営業している 。嘉永5年（1852年）6月に株を有田屋清右衛門に譲っている。鳥居清長の紅摺絵、玉川舟調、喜多川歌麿、歌川広重、歌川国芳、歌川国貞、菊川英山、渓斎英泉らの錦絵を出版している。

## 作品
- 鳥居清長 『芝居こま絵』 横細判 紅摺絵 安永
- 玉川舟調 『風流化粧鏡』 大判 錦絵揃物 寛政
- 玉川舟調 『狆を抱く女』 大判 錦絵 寛政
- 喜多川歌麿 『名所腰掛八景』 大判錦絵揃物 寛政後期
- 歌川広重 『東海道五十三次之内（行書東海道）』 横間判55枚揃 錦絵 天保12年～天保13年頃 江崎屋辰蔵と合版
- 歌川広重 『東都名所』 間判
- 歌川国芳 『あふみや紋彦』
- 菊川英山 『青楼十二時』 大判 錦絵揃物 文化9年頃
- 渓斎英泉 『蘭字枠江戸名所』 横大判 錦絵揃物 天保
- 歌川国貞 『桟橋の舟送り』
- 歌川国貞 『水無月冨士帰夕立』